# Jens Birkemose
Jens Birkemose (født 28. juni 1943, død 8. september 2022) var en dansk maler og grafiker. Han var gift med Inge Dorete Birkemose (1963-1976) og senere pianisten Nanna Willum Hansen (1997-2010). Han var søn af murer Emil Christian Madsen og Elsebeth Birkemose.
I sine unge dage studerede han klaver, komposition og musikteori på Musikkonservatoriet, men uddannede sig senere via Kunstakademiet i København og Academie des Beaux-Arts i Paris til kunstmaler og grafiker.
Han foretog talrige rejser i både Europa og USA: Han var bosat i Paris fra 1976 til 2010.
Malerierne, der ofte er meget farvestrålende og ekspressive, kan indeholde motiver, som umiddelbart er vanskelige at få øje på.
Jens Birkemose er bl.a. repræsenteret på Statens Museum for Kunst og Århus Kunstmuseum. Han modtog i 1991 Eckersberg Medaljen. Han var modtager af Statens Kunstfonds livsvarige ydelse. Nogle af hans malerier hænger i studenterkantinen, Dalgas Have. Han var fra 1980 medlem af kunstnersammenslutningen Decembristerne.
Jens Birkemose har udgivet en lang række bøger med tegninger, ofte af erotisk karakter.

## Ekstern henvisning
- Jens Birkemose på Kunstindeks Danmark/Weilbachs Kunstnerleksikon
- Kunstonline.dk Arkiveret 8. september 2014 hos  Wayback Machine